# Giovanni Battista Gabia
Giovanni Battista Gabia (né au début du XVIe siècle à Vérone - mort vers 1590 à Rome) est un helléniste italien.

## Biographie
Né à Vérone au commencement du 16e siècle, il professa la littérature grecque à Rome avec une grande distinction, et mourut en cette ville, vers 1590, dans un âge avancé. Il avait des connaissances très-étendues en mathématiques et en astronomie.

## Œuvres
On a de lui des traductions latines :
- des Tragédies de Sophocle, avec des notes, Venise, 1543, in-8°. Cette traduction est si rare, que Jean Lalemant (Lalemantius) annonça celle qu’il publia à Paris, en 1557, comme la première qui eût paru des œuvres de ce prince des tragiques.
- la traduction du Commentaire de Théodoret sur la vision du prophète Daniel, Rome, Paul Manuce, 1502, in-fol. ; et celle du Commentaire, du même auteur, sur Ézéchiel, ibid., 1565. Le père Sirmond les a insérées dans son édition des œuvres de Théodoret.
- la traduction de l’Histoire de la cour de Constantinople, par Jean Skylitzès, ibid., 1570, in-fol.

Gabia a en outre traduit en grec le Calendrier grégorien avec les Tables de J. B. Santi, Rome, 1583, et Scipione Maffei ajoute, d’après Panvinio, qu’il avait traduit du grec en italien l’Histoire de Zosime, et de l’hébreu les Psaumes de David ; mais ces dernières traductions n’ont point été publiées.